# Okres Znojmo
Znojmo (Duits: Znaim) is een district (Tsjechisch: Okres) in de Tsjechische regio Zuid-Moravië. De hoofdstad is Znojmo. Het district bestaat uit 144 gemeenten (Tsjechisch: Obec). Sinds 1 januari 2007 horen de gemeenten Branišovice, Loděnice, Šumice en Troskotovice bij de okres Brno-venkov, daarvoor hoorden deze gemeenten bij Znojmo.

## Lijst van gemeenten
De obce (gemeenten) van de okres Znojmo. De vetgedrukte plaatsen hebben stadsrechten. De cursieve plaatsen zijn steden zonder stadsrechten (zie: vlek).
Bantice - Běhařovice - Bezkov - Bítov - Blanné - Blížkovice - Bohutice - Bojanovice - Borotice - Boskovštejn - Božice - Břežany - Citonice - Ctidružice - Čejkovice - Čermákovice - Černín - Damnice - Dobelice - Dobřínsko - Dobšice - Dolenice - Dolní Dubňany - Dyjákovice - Dyjákovičky - Dyje - Džbánice - Grešlové Mýto - Havraníky - Hevlín - Hluboké Mašůvky - Hnanice - Hodonice - Horní Břečkov - Horní Dubňany - Horní Dunajovice - Horní Kounice - Hostěradice - Hostim - Hrabětice - Hrádek - Hrušovany nad Jevišovkou - Chvalatice - Chvalovice - Jamolice - Jaroslavice - Jevišovice - Jezeřany-Maršovice - Jiřice u Miroslavi - Jiřice u Moravských Budějovic - Kadov - Korolupy - Kravsko - Krhovice - Křepice - Křídlůvky - Kubšice - Kuchařovice - Kyjovice - Lančov - Lechovice - Lesná - Lesonice - Litobratřice - Lubnice - Lukov - Mackovice - Mašovice - Medlice - Mikulovice - Milíčovice - Miroslav - Miroslavské Knínice - Morašice - Moravský Krumlov - Našiměřice - Němčičky - Nový Šaldorf-Sedlešovice - Olbramkostel - Olbramovice - Oleksovice - Onšov - Oslnovice - Pavlice - Petrovice - Plaveč - Plenkovice - Podhradí nad Dyjí - Podmolí - Podmyče - Práče - Pravice - Prokopov - Prosiměřice - Přeskače - Rešice - Rozkoš - Rudlice - Rybníky - Skalice - Slatina - Slup - Stálky - Starý Petřín - Stošíkovice na Louce - Strachotice - Střelice - Suchohrdly u Miroslavi - Suchohrdly - Šafov - Šanov - Šatov - Štítary - Šumná - Tasovice - Tavíkovice - Těšetice - Trnové Pole - Trstěnice - Tulešice - Tvořihráz - Uherčice - Újezd - Únanov - Valtrovice - Vedrovice - Velký Karlov - Vémyslice - Vevčice - Višňové - Vítonice - Vracovice - Vranov nad Dyjí - Vranovská Ves - Vratěnín - Vrbovec - Výrovice - Vysočany - Zálesí - Zblovice - Znojmo - Želetice - Žerotice - Žerůtky
Blansko · Břeclav · Brno-město · -venkov · Hodonín · Vyškov · Znojmo